# 기독교 관련 문서 색인
기독교에 관한 문서 목록이다.

## 0-9
- 95개조 반박문

## ㄱ
- 가마리엘
- 가브리엘
- 가시관
- 가야파
- 가톨리코스
- 갈라디아인들에게 보낸 편지
- 감리교회
- 개방적인 형제교회
- 개신교의 역사
- 경건주의
- 고린토인들에게 보낸 첫째 편지
- 골로사이인들에게 보낸 편지
- 과달루페의 성모
- 교부
- 교황 갈리스토 1세
- 교황 갈리스토 2세
- 교황 갈리스토 3세
- 교황 그레고리오 10세
- 교황 그레고리오 11세
- 교황 그레고리오 12세
- 교황 그레고리오 13세
- 교황 그레고리오 14세
- 교황 그레고리오 15세
- 교황 그레고리오 16세
- 교황 그레고리오 1세
- 교황 그레고리오 2세
- 교황 그레고리오 3세
- 교황 그레고리오 4세
- 교황 그레고리오 5세
- 교황 그레고리오 6세
- 교황 그레고리오 7세
- 교황 그레고리오 8세
- 교황 그레고리오 9세
- 교황 다마소 1세
- 교황 도노
- 교황 란도
- 교황 레오 10세
- 교황 레오 11세
- 교황 레오 12세
- 교황 레오 13세
- 교황 레오 1세
- 교황 레오 2세
- 교황 레오 3세
- 교황 레오 4세
- 교황 레오 5세
- 교황 레오 6세
- 교황 레오 7세
- 교황 레오 8세
- 교황 레오 9세
- 교황 루치오 1세
- 교황 루치오 2세
- 교황 루치오 3세
- 교황 리노
- 교황 리베리오
- 교황 마르첼로 1세
- 교황 마르첼로 2세
- 교황 마르첼리노
- 교황 마르코
- 교황 마르티노 1세
- 교황 마르티노 4세
- 교황 마르티노 5세
- 교황 마리노 1세
- 교황 마리노 2세
- 교황 목록
- 교황 베네딕토 11세
- 교황 베네딕토 12세
- 교황 베네딕토 14세
- 교황 베네딕토 15세
- 교황 베네딕토 16세
- 교황 베네딕토 1세
- 교황 베네딕토 2세
- 교황 베네딕토 4세
- 교황 베네딕토 5세
- 교황 베네딕토 7세
- 교황 베네딕토 8세
- 교황 베네딕토 9세
- 교황 보니파시오 1세
- 교황 보니파시오 2세
- 교황 보니파시오 5세
- 교황 보니파시오 6세
- 교황 아나스타시오 1세
- 교황 아나스타시오 2세
- 교황 아나스타시오 3세
- 교황 아나스타시오 4세
- 교황 아나클레토
- 교황 아니체토
- 교황 아데오다토 1세
- 교황 아데오다토 2세
- 교황 안테로
- 교황 알렉산데르 2세
- 교황 알렉산데르 3세
- 교황 알렉산데르 4세
- 교황 알렉산데르 6세
- 교황 알렉산데르 7세
- 교황 알렉산데르 8세
- 교황 에바리스토
- 교황 에우세비오
- 교황 에우제니오 1세
- 교황 에우제니오 2세
- 교황 에우제니오 4세
- 교황 에우티키아노
- 교황 엘레우테리오
- 교황 요한 10세
- 교황 요한 11세
- 교황 요한 12세
- 교황 요한 13세
- 교황 요한 14세
- 교황 요한 15세
- 교황 요한 17세
- 교황 요한 18세
- 교황 요한 19세
- 교황 요한 1세
- 교황 요한 21세
- 교황 요한 22세
- 교황 요한 23세
- 교황 요한 2세
- 교황 요한 3세
- 교황 요한 4세
- 교황 요한 5세
- 교황 요한 7세
- 교황 요한 8세
- 교황 요한 9세
- 교황 요한 바오로 1세
- 교황 요한 바오로 2세
- 교황 율리오 2세
- 교황 율리오 3세
- 교황 인노첸시오 10세
- 교황 인노첸시오 11세
- 교황 인노첸시오 12세
- 교황 인노첸시오 13세
- 교황 인노첸시오 1세
- 교황 인노첸시오 2세
- 교황 인노첸시오 3세
- 교황 인노첸시오 4세
- 교황 인노첸시오 5세
- 교황 인노첸시오 6세
- 교황 인노첸시오 7세
- 교황 인노첸시오 8세
- 교황 인노첸시오 9세
- 교황 젤라시오 1세
- 교황 젤라시오 2세
- 교황 첼레스티노 3세
- 교황 첼레스티노 4세
- 교황 첼레스티노 5세
- 교황 카이오
- 교황 코논
- 교황 콘스탄티노
- 교황 클레멘스 11세
- 교황 클레멘스 12세
- 교황 클레멘스 13세
- 교황 클레멘스 14세
- 교황 클레멘스 1세
- 교황 클레멘스 2세
- 교황 클레멘스 3세
- 교황 클레멘스 4세
- 교황 클레멘스 5세
- 교황 클레멘스 6세
- 교황 클레멘스 7세
- 교황 클레멘스 9세
- 교황 파비아노
- 교황 펠릭스 1세
- 교황 펠릭스 4세
- 교황 포르모소
- 교황 하드리아노 1세
- 교황 하드리아노 2세
- 교황 하드리아노 3세
- 교황 하드리아노 4세
- 교황 하드리아노 5세
- 교황 하드리아노 6세
- 교황 호노리오 1세
- 교황 호노리오 2세
- 교황 호노리오 3세
- 교황 호노리오 4세
- 교황 호르미스다
- 교황 히지노
- 교황 힐라리오
- 교황
- 교회 일치 운동
- 교회
- 교회력
- 교회의 대분열
- 교회학자
- 구 가톨릭교회
- 구 카톨릭 위트레흐트 연합
- 구약성경
- 권사
- 그리스도
- 그리스도론
- 그리스도아델피안
- 그리스도의 교회 (무악기)
- 그리스도의 교회
- 그리스의 동방 정교회
- 글레오파
- 글로바
- 글로바의 마리아
- 기독교 개혁교회 (북아메리카)
- 기독교 국가
- 기독교 미술
- 기독교 변증학
- 기독교 부흥운동
- 기독교 상징주의
- 기독교 선교
- 기독교 수도주의
- 기독교 순교자
- 기독교 신학
- 기독교 신학개요
- 기독교 신학의 역사
- 기독교 예전
- 기독교 우파
- 기독교 운동 목록
- 기독교 음악
- 기독교 전통
- 기독교 평화주의
- 기독교 학교
- 기독교
- 기독교에 대한 비판
- 기독교에서의 구원
- 기독교에서의 예수
- 기독교와 불교
- 기독교와 이슬람교
- 기독교와 점성술
- 기독교와 정치
- 기독교와 타종교들
- 기독교의 교파
- 기독교의 기도
- 기독교의 신앙
- 기독교의 역사
- 기독교의 하나님
- 기독교인

## ㄴ
- 나사렛 교회
- 나지안조스의 그레고리오스
- 나훔서
- 네스토리우스
- 네스토리우스파
- 느헤미야기
- 니고데모 벤 구리온
- 니고데모
- 니케아 신경
- 니케아 제국
- 님파

## ㄷ
- 다니엘 추가본
- 다마스쿠스의 아나니아
- 다섯 솔라
- 단일오순절교
- 담당사제
- 대림절
- 대사명
- 대예언서
- 대주교
- 대한성공회의 성인 달력
- 데살로니카의 아리스다르코
- 데살로니카인들에게 보낸 첫째 편지
- 데시데리위스 에라스뮈스
- 독립 가톨릭교회
- 동로마 제국
- 동로마-오스만 전쟁
- 동방 가톨릭교회
- 동방 기독교
- 동방 박사
- 동방 정교회
- 동방교회
- 동성애와 기독교
- 동티모르의 로마 가톨릭교회
- 디도에게 보낸 편지
- 디모테오에게 보낸 첫째 편지
- 디오니시우스 아레오파기타

## ㄹ
- 레위기
- 로마 가톨릭교회
- 로마 보편 전례력
- 로마 제국의 기독교 박해
- 로마의 마리아
- 로마인들에게 보낸 편지
- 루가
- 루가의 복음서
- 루키우스 유니우스 갈리오 안나이아누스
- 루터교 성인 달력
- 루터교 세계 연맹
- 루터교회 미주리시노드
- 루터교회
- 룻기

## ㅁ
- 마르코의 복음서
- 마르키온파
- 마르틴 루터
- 마리아 (예수의 어머니)
- 마소라 본문
- 마카베오기 제3서
- 마카베오기 제4서
- 마카베오상
- 마카베오하
- 마태오의 복음서
- 막달라 여자 마리아
- 말라기서
- 말랑카라 시리아 정교회
- 메노 시몬스
- 메노파
- 메시아
- 모라비아 형제회
- 목사
- 목자들의 경배
- 목회서신
- 몬타누스파
- 몰몬경
- 묵시록의 4기사
- 미가서
- 미국 그리스 정교회 관구 대교구
- 미국 복음주의 루터교회
- 미국 성공회
- 미국 침례교회
- 미카엘 (대천사)
- 미하일 1세 키룰라리오스
- 민수기

## ㅂ
- 바라바
- 바룩서
- 바르나바
- 바르톨로메오
- 바리새파
- 바울로 서신
- 바티칸 시국
- 반삼위일체론
- 반종교개혁
- 베다니아의 마르타
- 베드로의 첫째 편지
- 베르나르 드 클레르보
- 베싸이다의 소경
- 베타니아의 라자로
- 보나벤투라
- 보름스 의회
- 보조자 (기독교)
- 보혜사
- 복음 전도
- 복음사가 마르코
- 복음사가 요한
- 복음사가 필립보
- 복음서 조화
- 복음서
- 복음서기자
- 복음주의
- 부활절
- 북미 성공회
- 비잔티움
- 비잔티움의 디오게네스
- 비잔티움의 엘레우테리오스
- 비잔티움의 펠릭스
- 비잔티움의 폴리카르포스 1세
- 비잔티움의 플루타르코스
- 비잔틴 성상파괴운동

## ㅅ
- 사도 마태오
- 사도 바울로
- 사도 시대
- 사도 시몬
- 사도 안드레아
- 사도 요한
- 사도행전
- 사막 교부
- 사무엘기
- 사해 문서
- 살로메 (제자)
- 새언약
- 서신서
- 서임권 투쟁
- 선교사
- 성결 운동
- 성경 사본
- 성경 외경
- 성경 정경
- 성경
- 성경법
- 성공회 기도서
- 성공회
- 성금요일
- 성령 (기독교)
- 성령
- 성부
- 성서 연구생 운동
- 성서학
- 성인력
- 성인전
- 성자 (삼위일체)
- 성토요일
- 세계 공의회
- 세계성공회동체
- 세례
- 세례자 요한
- 소예언서
- 속령
- 속사도
- 송시
- 수난
- 수호성인
- 순교
- 스리랑카의 기독교
- 스바니야서
- 스칸디나비아의 기독교화
- 스코틀랜드 교회
- 스코틀랜드 자유교회 (1900년 이후)
- 스코틀랜드의 로마 가톨릭교회
- 시복
- 시성 (기독교)
- 시성성
- 신명기
- 신앙고백
- 신약 속 예수의 삶
- 신약성경
- 신약의 역사적 배경
- 신전의 정화
- 십자군

## ㅇ
- 아가보
- 아르메니아 사도교회
- 아르미니우스주의
- 아리마태아의 요셉
- 아리우스 논쟁
- 아리우스주의
- 아모스서
- 아미시파
- 아바돈
- 아비뇽 유수
- 아빠스
- 아시리아 동방교회
- 아시시의 프란치스코
- 아시아의 기독교
- 아우구스티누스
- 아일랜드 성공회
- 아일랜드의 로마 가톨릭교회
- 아프리카 감리교 감독교회
- 안나스 (성경 인물)
- 안셀무스 칸투아리엔시스
- 안티레고메나
- 안티오케이아의 이그나티오스
- 알렉산드리아 총대주교 테오도로스 2세
- 알렉산드리아 총대주교
- 알렉산드리아 콥트 정교회
- 알렉산드리아의 아타나시우스
- 알렉산드리아의 키릴로스
- 알패오
- 야고보 (알패오의 아들)
- 야고보 (예수의 형제)
- 야고보 (제베대오의 아들)
- 야고보의 편지
- 얀 후스
- 에녹서
- 에스델기
- 에스드라스 1서
- 에스드라스 2서
- 에제키엘서
- 에즈라기
- 에티오피아 터와흐도 정교회
- 에페소스 공의회
- 에페소인들에게 보낸 편지
- 엘리마
- 엘리사벳
- 여호수아기
- 여호와의 증인
- 역대기
- 역사적 성경해석
- 역사적 예수
- 열두 사도의 위원회
- 열매를 맺지 않은 무화과 나무의 비유
- 열왕기
- 영국의 로마 가톨릭교회
- 영지주의
- 예레미야서
- 예레미야의 편지
- 예루살렘 공의회
- 예리고 장님 치료
- 예수 운동
- 예수
- 예수가 사랑한 제자
- 예수의 강탄
- 예수의 공생애
- 예수의 기름부음
- 예수의 기적
- 예수의 매장
- 예수의 세례
- 예수의 승천
- 예수의 십자가형
- 예수의 연대학
- 예수의 체포
- 예언자 안나
- 오리게네스
- 오리엔트 정교회
- 오바디야서
- 오순절주의
- 오스만 제국
- 오스트레일리아 그리스 정교회 관구 대교구
- 오스트레일리아 성공회
- 오스트레일리아 콥트 정교회
- 요나서
- 요아킴
- 요엘서
- 요한 마르코의 어머니 마리아
- 요한네스 크리소스토모스
- 요한의 묵시록
- 요한의 복음서
- 요한의 첫째 편지
- 욥기
- 우즈베키스탄의 기독교
- 웨일스 성공회
- 유니테리언주의
- 유다 바르사빠
- 유다 이스카리옷
- 유다 타대오
- 유다의 편지
- 유대 기독교인
- 유대교와 기독교
- 유디코
- 유딧기
- 유럽 종교전쟁
- 유스티노 순교자
- 유오디아와 순두게
- 은사 운동
- 이글레시아 니 그리스도
- 이단심문
- 이머징 처치
- 이사야서
- 인도의 기독교
- 일본의 기독교
- 일신교
- 잉글랜드 국교회
- 잉글랜드 내전
- 잉글랜드와 웨일스의 로마 가톨릭교회
- 잉글랜드의 종교 개혁

## ㅈ
- 잠언
- 장 칼뱅
- 장로 (기독교)
- 재림주의
- 재세례파
- 전구 (가톨릭)
- 전도서
- 제1차 니케아 공의회
- 제1차 바티칸 공의회
- 제1차 콘스탄티노폴리스 공의회
- 제2경전
- 제4차 라테란 공의회
- 제자 (기독교)
- 조선민주주의인민공화국의 종교
- 존 녹스
- 존 스미스 (목회자)
- 존 위클리프
- 종려주일
- 죄의 기독교적 관점
- 주교
- 주류 개신교
- 중국의 기독교
- 중동의 기독교
- 중세
- 즈가리야서
- 지혜서

## ㅊ
- 창세기
- 천사
- 초교파 교회
- 초기 기독교
- 최후의 만찬
- 추기경
- 출가자
- 출애굽기
- 친우회 총회
- 침례교

## ㅋ
- 카롤루스 마르텔루스
- 칼뱅주의
- 칼뱅주의의 역사
- 칼케돈 공의회
- 캐나다 성공회
- 캐나다 콥트 정교회
- 캐나다의 로마 가톨릭교회
- 커뮤니티 오브 크라이스트
- 켈트 기독교
- 코르넬리우스 (성경 인물)
- 콘스탄티노폴리스 세계 총대주교 목록
- 콘스탄티노폴리스 세계 총대주교
- 콘스탄티노폴리스 총대주교 포티오스 1세
- 콘스탄티노폴리스
- 콘스탄티노폴리스의 그리고리오스 5세
- 콘스탄티노폴리스의 그리고리오스 7세
- 콘스탄티노폴리스의 디미트리오스 1세
- 콘스탄티노폴리스의 미하일 4세
- 콘스탄티노폴리스의 바르톨로메오스 1세
- 콘스탄티노폴리스의 스테파노스 2세
- 콘스탄티노폴리스의 아테나고라스 1세
- 콘스탄티노폴리스의 에브스타티오스
- 콘스탄티노폴리스의 요안니스 8세
- 콘스탄티노폴리스의 이그나티오스
- 콘스탄티노폴리스의 이시도로스 1세
- 콘스탄티누스 1세
- 크리스마스
- 크리스천 교회 (제자회)
- 키릴로스 6세
- 키릴로스 루카리스
- 키예프 루스의 기독교화

## ㅌ
- 타지키스탄의 기독교
- 탁발수도사
- 토라
- 토비트
- 트리엔트 공의회
- 티아테라-그레이트브리튼 그리스 정교회 관구 대교구

## ㅍ
- 파스카 성삼일
- 파키스탄의 기독교
- 판관기
- 페르가몬의 안티파스
- 페베
- 페시타
- 펠라기우스주의
- 폭스의 순교사
- 폰티우스 필라투스
- 프란치스코 하비에르
- 플리머스 형제단
- 피에르 아벨라르
- 필레몬에게 보낸 편지
- 필리프 멜란히톤
- 필립보
- 필립비인들에게 보낸 편지

## ㅎ
- 하깨서
- 하나님을 경외하는 자들
- 하나님의 성회
- 하느님의 나라
- 하바꾹서
- 한국 정교회의 성인 달력
- 한국의 기독교
- 해방 신학
- 헤로데 1세
- 헤로데 아그리파 1세
- 헤로데 아그리파 2세
- 헤로데 아르켈라오스
- 헤로데 안티파스
- 헤로데 필리포스
- 헤로디아
- 헨리 8세
- 형제의 교회
- 호세아서
- 혼인성사
- 홍콩의 기독교
- 회개하는 도둑
- 회중교회
- 후기 성도 운동
- 후터파
- 희년서
- 히브리인들에게 보낸 편지